# Biserica ortodoxă română din Cenadul Unguresc
Biserica ortodoxă română din Cenadul Unguresc este un monument istoric construit în stil baroc târziu. Lăcașul a fost ridicat în anul 1808.

## Istorie
Biserica a fost construită de comunitățile ortodoxe române și sârbe în piața principală a satului în 1808. Are hramul Înălțării lui Iisus Hristos. Folosind cele două intrări laterale, au intrat în clădire separat unele de altele. În 1840 relația dintre cele două comunități s-a deteriorat, deoarece majoritatea românilor dorea să aibă mai mult de spus. În urma conflictului unii credincioși au început să participe la slujbele oficiate în Biserica greco-catolică din Macău; sârbii și-au părăsit biserica și au oficiat liturghiile în clădirea școlii. 
În 1878 cele două denominațiuni au fost în cele din urmă separate; tribunalul din Seghedin a atribuit biserica românilor, iar sârbii au primit o compensație de 12.500 de forinți. Din 1880 funcționează exclusiv ca biserică a Bisericii Ortodoxe Române. Inscripțiile în limba slavonă din interiorul bisericii au fost pictate de români în timpul unei renovări ulterioare. 
Din 1999 se află sub jurisdicția nou înființatei Episcopii Ortodoxe Române din Ungaria.
A fost renovată ultima dată în 2008. Se bucură de protecția monumentului istoric; în lista monumentelor 2759.

## Structura, design interior
Biserica are 23 de metri lungime, 10 metri lățime și este o clădire independentă cu o singură navă. Fațada are un efect dinamic; articulații și ornamente spectaculoase includ pilaștrii și statuile duble din rezalitul central și terasă. Turnurile sunt de diferite modele. Biserica are orientare est (altar) - vest (intrare principală), drumul principal al satului curge de-a lungul laturii bisericii; proiectantul a creat, așadar, o fațadă laterală foarte atractivă, care se face bine prin arcul căptușit al celor cinci ferestre și ordinea pilaștrilor. Printre ferestre este fereastra orbă din cor. Se evidențiază tevul încoronării și terasele turnului; sanctuarul este mai îngust decât nava templului. Plasa are o boltă de sticlă cehă în patru etape.
Structura sa internă respectă modelul bisericilor ortodoxe clasice. Există trei părți principale: foaierul, nava templului și altarul. În nava templului se află amvonul, sau platforma, din care predică preotul ; pe partea de sud se află tronul episcopal . De la intrare există o galerie boltită în trei arcade.

## Mobilier
Mobilierul templului are aceeași vârstă cu clădirea; elementele mai valoroase includ masa altarului, o Evanghelie, binecuvântarea crucii, lumânări și sacrament. Masa altarului este în mijloc și masa de pregătire în stânga. Masa altarului reprezintă masa Cina cea de Taină, mormântul lui Isus, tronul Mielului; are o față de masă viu colorată care se referă la cortul de înmormântare a lui Hristos. O foaie de masă și mai mică arată mormântul Mântuitorului, cu o relicvă sacră cusută în țesătură.
Iconostasul, cunoscut și sub denumirea de zidul de imagine, acționează ca o linie despărțitoare între altar și nava templului. Zidul și sculpturile din lemn au fost realizate de János Bantkó, un maestru al Aradului, care a fost însărcinat în 1826 să efectueze lucrările; el este, de asemenea, un creator al iconostasului sârb din Battonya. Sculpturile de baroc și clasicism combină forma de comori, motivul central al unei frunze decorative. Accentul este pus pe rozetă, elementele plantei sunt umbrite. Decorarea sa vizuală constă dintr-un total de 51 de compoziții, iar iconografia este împărțită în cinci zone diferite. Primul: evenimente scripturistice, al doilea: icoane de tron, al treilea: sărbători (inclusiv învierea lui Hristos). În axa centrală: ascensiunea lui Hristos. Luneta înfățișează scene din povestea suferinței. În al cincilea rând sunt apostolii și o compoziție a Crucificării pe Golgota. Pe ușile împărătești au fost pictate imagini cu Buna Vestire și Cina cea de Taină, pe ușa diaconească de nord Arhanghelul Mihail, iar pe ușa diaconească de sud Arhanghelul Gabriel. Icoanele tronului au fost pictate cu ulei pe pânză, iar celelalte compoziții cu ulei pe lemn. Iconostasul este opera pictorului Arsa Teodorovici, formată din trei rânduri. Linia de jos arată icoana lui Isus, Sfântul Ioan Botezătorul și Dumnezeu Tatăl. A doua serie arată cele douăsprezece praznice împărătești, a treia și icoanele apostolilor din vârf.

## Legături externe
- Biserica se află pe site-ul Memorial.com
- Biserica se află pe pagina principală a lui Magyarcsanád
- Biserica se află pe site-ul Nagyvőfély.hu